# Schweizersholz
Schweizersholz (toponimo tedesco) è una frazione del comune svizzero di Bischofszell, nel Canton Turgovia (distretto di Weinfelden).

## Storia

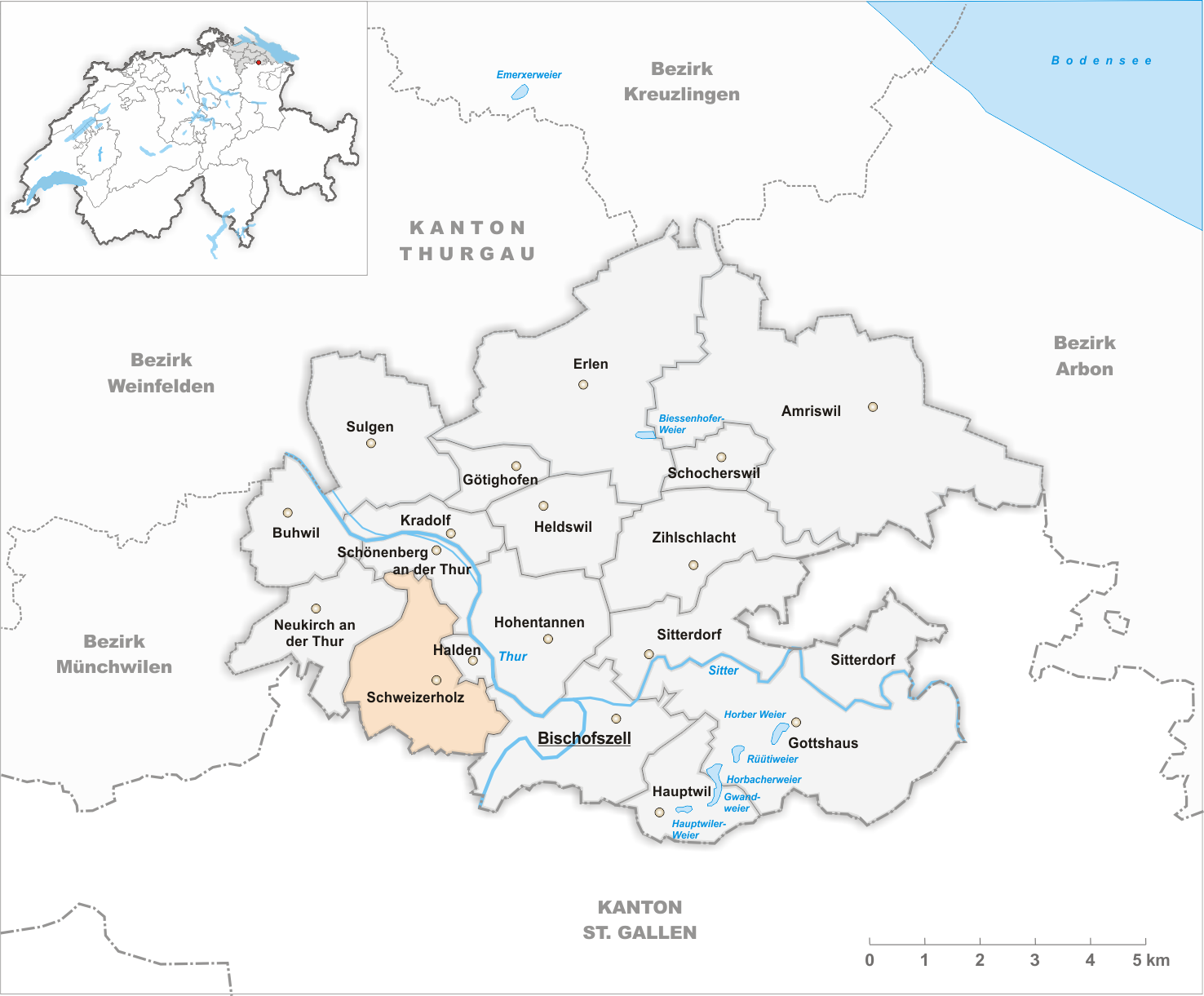
Il territorio del comune di Schweizersholz prima degli accorpamenti comunali del 1996

Già comune autonomo (Ortsgemeinde) che apparteneva al distretto di Bischofszell e che comprendeva anche la frazione di Kenzenau, nel 1996 è stato aggregato al comune di Bischofszell (tranne alcune frazioni, assegnate a Kradolf-Schönenberg) assieme all'altro comune soppresso di Halden e alla località di Stocken (fino ad allora frazione del comune di Gottshaus).

## Società

### Evoluzione demografica
L'evoluzione demografica è riportata nella seguente tabella:
Abitanti censiti

## Amministrazione
Ogni famiglia originaria del luogo fa parte del cosiddetto comune patriziale e ha la responsabilità della manutenzione di ogni bene ricadente all'interno dei confini della frazione.